# Michael Merz (Ökonom)
Michael Merz (* 1972) ist ein deutscher Ökonom, Mathematiker und Professor für Betriebswirtschaftslehre (BWL), insbesondere Mathematik und Statistik in den Wirtschaftswissenschaften an der Fakultät Wirtschafts- und Sozialwissenschaften der Universität Hamburg.

## Leben
Michael Merz absolvierte von 1987 bis 1990 eine Ausbildung zum Einzelhandelskaufmann und daran anschließend bis 1992 eine Ausbildung zum Industriekaufmann. Von 1992 bis 1995 besuchte er das Stiftsgymnasium in Sindelfingen und legte dort 1995 seine Abiturprüfung ab.
Im Anschluss hieran studierte Michael Merz bis 1996 ein Jahr lang Physik und Chemie an der Universität Stuttgart. Von 1996 bis 2001 war er Student der Mathematik und Wirtschaftswissenschaften an der Eberhard Karls Universität Tübingen. Er verbrachte dabei von 1998 bis 1999 zwei Auslandssemester an der Universität Valencia, Spanien. Von 1998 bis 2001 fungierte Michael Merz zudem als Tutor für Statistik, Stochastik, Operations Research und Mathematik an der Universität Tübingen. Im April 2001 erwarb er dort sein Diplom in Mathematik mit einem Notendurchschnitt von 1,1 mit dem Nebenfach Wirtschaftswissenschaften. Seine Diplomarbeit trug den Titel Laplace-Operatoren auf Sierpinski-Räumen und wurde mit der Note 1,0 bewertet.
Von 2001 bis 2004 agierte Michael Merz als Wissenschaftlicher Mitarbeiter am Lehrstuhl für Statistik, Ökonometrie und Operations Research an der Universität Tübingen bei Eberhard Schaich. Im Juli 2004 promovierte er mit summa cum laude an der dortigen Wirtschaftswissenschaftlichen Fakultät mit einem Thema aus der Risikotheorie / Actuarial Science am Lehrstuhl von Eberhard Schaich. Der Titel seiner Dissertation lautete Das Konzept der orthogonalen Projektion zur Konstruktion von Credibility-Modellen in diskreter und kontinuierlicher Zeit.
Von 2004 bis 2006 fand Michael Merz eine Anstellung als Aktuar bei den Basler Versicherungen in Basel, Schweiz.
Er hatte daraufhin von 2006 bis 2009 eine Juniorprofessur für Statistik, Risiko und Versicherung an der Wirtschaftswissenschaftlichen Fakultät in Tübingen inne.
Seit 2009 ist Michael Merz Inhaber des Lehrstuhls für Betriebswirtschaftslehre, insbesondere Mathematik und Statistik in den Wirtschaftswissenschaften an der Fakultät für Wirtschafts- und Sozialwissenschaften der Universität Hamburg.

## Forschungsschwerpunkte
Zu den Forschungsschwerpunkten und -interessen von Michael Merz zählen Quantitatives Risikomanagement, Stochastische Methoden in der Schadenreservierung, Credibility-Theorie, Bewertung und Management von Finanzgarantien und Derivaten, Solvency (insbesondere Basel II, Solvency II, SST), Pricingmodelle für Versicherungs- und Finanzrisiken, Risikotheorie, Risikosteuerungsmodelle für Versicherungsunternehmen, Kapitalallokation und risikoadjustierte Performancemessung, Filtertheorie und Kontrolltheorie in der Finanz- und Versicherungsmathematik sowie Dynamic Financial Analysis und Asset Liability Management (ALM).

## Auszeichnungen
Michael Merz erhielt mehrere Preise, darunter im November 2005 den Promotionspreis der Eberhard Karls Universität Tübingen, sowie ein Erasmus Stipendium.

## Schriften (Auswahl)
- Das Konzept der orthogonalen Projektion zur Bestimmung von Credibility-Schätzern in diskreter und kontinuierlicher Zeit (= Europäische Hochschulschriften. Reihe 5. Volks- und Betriebswirtschaft. Band 3101). Lang, Frankfurt am Main / Berlin 2004, ISBN 3-631-52846-9 (dnb.de [abgerufen am 15. Juni 2013] Zugleich: Universität Tübingen, Dissertation, 2004).
- Risikogerechte Prämienberechnung in stetiger Zeit (= SCOR Deutschland Rückversicherungs AG Hannover. Schriftenreihe der SCOR Deutschland. Band 3). VVW, Karlsruhe 2005, ISBN 3-89952-220-6 (dnb.de [abgerufen am 15. Juni 2013]).
- Michael Merz / Mario V. Wüthrich: Mathematik für Wirtschaftswissenschaftler. Die Einführung mit vielen ökonomischen Beispielen. Vahlen, München 2013, ISBN 978-3-8006-4482-7 (dnb.de [abgerufen am 15. Juni 2013]).
- Mario V. Wüthrich / Michael Merz: Financial modeling, actuarial valuation and solvency in insurance (= Springer finance). Springer, Berlin / Heidelberg 2013, ISBN 978-3-642-31391-2 (dnb.de [abgerufen am 15. Juni 2013]).